# Bobby Bell (Footballspieler)
Bobby Lee Bell, Jr. (* 17. Juni 1940 in Shelby, North Carolina) ist ein ehemaliger US-amerikanischer American-Football-Spieler. Er spielte als Linebacker und Defensive End in der National Football League (NFL) bei den Kansas City Chiefs.

## Jugend
Bobby Lee wurde als Sohn eines Arbeiters und einer Hausfrau geboren. Sein Vater arbeitete in einer Baumwollmühle. Er wuchs mit zwei Geschwistern auf. Im Alter von sechs Jahren hatte er ein traumatisches Erlebnis. Während er im Haus schlief, fing das elterliche Haus Feuer. Seine Mutter, die im Begriff war im Garten Wäsche aufzuhängen, bemerkte dies. Obwohl Passanten versuchten sie am Betreten des brennenden Holzhauses zu hindern, konnte sie in das Gebäude rennen und ihren Sohn an einem Bein aus dem Gefahrenbereich ziehen. Das Haus brannte vollständig ab. Die Familie war anschließend völlig mittellos und wurde von Nachbarn unterstützt. 
Bobby Bell besuchte in seiner Geburtsstadt die High School und spielte dort zusammen mit seinem Bruder American Football in der Schulmannschaft. Er wurde dabei als Quarterback aufgestellt und wurde in dieser Funktion auch in die Staatsauswahl gewählt. Zudem war er als Baseball- und Basketball-Spieler aktiv und machte mit seinen Leistungen landesweit auf sich aufmerksam. Ein Jahr vor seinem Schulabschluss erhielt er ein Angebot der Chicago White Sox und sollte für ein Farmteam dieser Organisation aus der Major League Baseball (MLB) spielen. Auf Intervention seines Vaters, der selbst keinen Schulabschluss hatte, entschloss er sich die Schule zu beenden. Bevor Bobby Bell die High School verließ, gewann er mit der Basketballmannschaft der Schule die Staatsmeisterschaft von North Carolina.
Nach seinem Schulabschluss bot ihm die University of Minnesota ein Footballstipendium an, machte aber zur Voraussetzung, dass die High School Filmmaterial von Bell zuvor nach Minnesota schickt. Da die Schule dazu nicht in der Lage war, weil die notwendigen finanziellen Mittel für eine Filmkamera zur Aufnahme der Spiele des Teams fehlten, war er gezwungen an einem Probetraining teilzunehmen, bei dem er überzeugen konnte. 

## Spielerlaufbahn

### Collegekarriere
Bobby Bell studierte von 1959 bis 1962 an der University of Minnesota. Er lief von 1960 bis 1962 für die dortige Footballmannschaft, die Minnesota Golden Gophers zunächst als Quarterback und ab dem zweiten Spieljahr als Defensive Tackle auf. Obwohl er beabsichtigte auf dem College auch seine Baseballkarriere weiter zu verfolgen, kam er dort nie als Baseballspieler zum Einsatz. Im Jahr 1960 gewann er mit seiner Footballmannschaft die Big Ten Conference. In den Jahren 1961 und 1962 spielte er mit seiner Mannschaft jeweils im Rose Bowl. 1961 unterlag er mit seinem Team der University of Washington mit 17:7, im folgenden Jahr gelang ein 21:3-Sieg über die Mannschaft der University of California, Los Angeles (UCLA). In beiden Jahren wurde Bell zum All-American gewählt. Aufgrund seiner sportlichen Leistungen wurde Bobby Bell in seinem letzten Spieljahr die Outland Trophy verliehen. Sein College zeichnete ihn jeweils von 1960 bis 1962 aus. Kurz vor Beendigung seines Studiums konnte er als Mitglied der College-All-Stars die Green Bay Packers mit 20:17 im College-All-Star-Game besiegen.

### Profikarriere
Bell wurde im Jahr 1963 von den von Minnesota Vikings in der zweiten Runde an 16. Stelle der NFL Draft ausgewählt. Auch die Kansas City Chiefs zeigten an einer Verpflichtung von Bell Interesse und wählten ihn in der siebten Runde an 57. Stelle der AFL Draft aus. Bobby Bell entschloss sich einen Profivertrag bei den Chiefs zu unterschreiben und wurde von deren Head Coach Hank Stram in seinen ersten beiden Profijahren als Defensive End eingesetzt. Nach der Saison 1964 wechselte Bell auf die Position eines Linebackers. Im Jahr 1966 konnte Bell mit den Chiefs, die in der Regular Season elf von 14 Spielen gewonnen hatten, seinen ersten Meistertitel gewinnen. Im AFL Endspiel schlug seine Mannschaft das Team der Buffalo Bills mit 31:7, wobei Bell einen Sack zum Sieg seiner Mannschaft beitragen konnte. Die Chiefs unterlagen danach im AFL-NFL World Championship Game (später umbenannt in Super Bowl I) den von Vince Lombardi betreuten Green Bay Packers mit 35:10. Auch in diesem Spiel war Bell an einem Sack gegen den gegnerischen Quarterback Bart Starr beteiligt, konnte die Niederlage seiner Mannschaft damit aber nicht verhindern.
Im Jahr 1969 konnte Bell mit seinem Team erneut in das AFL-Endspiel einziehen. Die Chiefs hatten in der Regular Season elf von 14 Spielen gewonnen und trafen in den Play-offs zunächst auf die New York Jets. Im vierten Spielviertel gelang es Bell den gegnerischen Runningback Matt Snell kurz vor dem Erreichen der Endzone zu stoppen. Die Jets konnten danach lediglich ein Field Goal zum 6:6-Ausgleich erzielen. Letztendlich verließen die Chiefs mit einem 13:6-Sieg das Spielfeld. Der nun folgende 17:7-Sieg über die Oakland Raiders im AFL-Meisterschaftsspiel erbrachte für Bobby Bell die Qualifikation für den Super Bowl IV, wo man auf die Minnesota Vikings traf, die dann auch mit 23:7 geschlagen werden konnten.
Bobby Bell beendete nach der Saison 1974 seine Laufbahn. Während seiner Spielzeit bei den Chiefs gelang es ihm vierzigmal den gegnerischen Quarterback hinter der Line of Scrimmage zu Fall zu bringen, ferner erzielte er 26 Interceptions.

## Nach der Laufbahn
Bobby Bell betrieb nach seiner Laufbahn in Kansas City die Restaurantkette Bobby Bell Bar-B-Que. Nach dem Verkauf der Firma setzte er sich zur Ruhe, er ist aber nach wie vor als Repräsentant der Kansas City Chiefs tätig und betätigt sich in seiner Freizeit erfolgreich als Golfspieler.

## Ehrungen
Bobby Bell spielte neunmal im Pro Bowl/AFL-All-Star-Spiel und wurde neunmal zum All-Pro gewählt. Er ist Mitglied im NFL 1970s All-Decade Team, im AFL All-Time Team, in der Pro Football Hall of Fame, in der College Football Hall of Fame, in der North Carolina Sports Hall of Fame, sowie in der Missouri Sports Hall of Fame und in der Hall of Fame der Chiefs. Die Kansas City Chiefs haben seine Rückennummer gesperrt. Im Jahr 1999 wurde er von der Zeitschrift The Sporting News auf Platz 66 der 100 besten Footballspieler aller Zeiten gewählt.

## Quelle
- Stephen Below und Todd Kalis: Pigskin dreams: the people, places and events that forged the character of the NFL's greatest players. Hrsg.: Gazelle. Byrd & Bull, Clanton, Ala. 2010, ISBN 978-0-615-31128-9.